# یواس‌ان‌اس میشن کارمل (تی-ای‌او-۱۱۳)
یواس‌ان‌اس میشن کارمل (تی-ای‌او-۱۱۳) (به انگلیسی: USNS Mission Carmel (T-AO-113)) یک کشتی بود که طول آن ۵۲۴ فوت (۱۶۰ متر) بود. این کشتی در سال ۱۹۴۴ ساخته شد.